# Greene County, Missouri
Greene County är ett administrativt område i delstaten Missouri, USA, med 275 174 invånare. Den administrativa huvudorten (county seat) är Springfield.

## Geografi
Enligt United States Census Bureau har countyt en total area på 1 756 km². 1 748 km² av den arean är land och 8 km² är vatten.

### Angränsande countyn
- Polk County - nord
- Dallas County - nordost
- Webster County - öst
- Christian County - syd
- Lawrence County - sydväst
- Dade County - nordväst

### Orter
- Republic (delvis i Christian County)
- Rogersville (delvis i Webster County)
- Springfield (huvudort, delvis i Christian County)
- Strafford
- Walnut Grove
- Willard